# Biserica Sfântul Mucenic Gheorghe din Beregsău Mare
Biserica Sfântul Mucenic Gheorghe din Beregsău Mare este un monument istoric aflat pe teritoriul satului Beregsău Mare, comuna Săcălaz. În Repertoriul Arheologic Național, monumentul apare cu codul 158582.01.